# Şebnem Kimyacıoğlu
Şebnem Nezahat Kimyacıoğlu, née le 14 juin 1983 à Santa Clara, est une joueuse turque de basket-ball.

## Carrière
Joueuse du Cardinal de Stanford de 2001 à 2005, Şebnem Kimyacıoğlu joue ensuite en Turquie, à Beşiktaş puis à partir de 2007 à Galatasaray SK avec lequel elle remporte notamment l'Euroligue féminine de basket-ball 2013-2014.
Elle évolue aussi en équipe de Turquie de basket-ball féminin, participant au Championnat d'Europe de basket-ball féminin 2005 (8e), au Championnat d'Europe de basket-ball féminin 2007 (9e) et aux Jeux olympiques d'été de 2016 (6e).